# Bernheim-Petition
Die Bernheim-Petition löste 1933 eine Debatte im Völkerbund über die antisemitische Politik der nationalsozialistischen deutschen Regierung aus. Sie hatte zum Ergebnis, dass die antijüdischen Maßnahmen im deutschen Teil Oberschlesiens bis 1937 ausgesetzt wurden.

## Entstehung
Franz Bernheim (1899–1990) lebte seit einiger Zeit im deutsch gebliebenen Teil Oberschlesiens. Als Jude war er als Angestellter eines Kaufhauses entlassen worden und war daraufhin nach Prag emigriert.
Im Mai 1933 richtete er mit Hilfe des Comité des Délégations Juives aus Paris eine Petition an den Völkerbund in Genf. Die jüdischen Organisationen hatten erkannt, dass das geltende Deutsch-polnische Abkommen über Oberschlesien von 1922 mit seiner Garantie von Minderheitenrechten eine völkerrechtliche Grundlage bot, Deutschland mit Hilfe des Völkerbundes zur Aufhebung antisemitischer Maßnahmen in Oberschlesien zu bringen, oder seinen fortgesetzten Vertragsbruch festzustellen. Der Völkerbund war in dem Vertrag als Schiedsrichter für mögliche Streitfälle bestimmt worden. Die Organisation überredete Bernheim dazu, die schon fertige Petition zu unterzeichnen.
Darin wurden die antijüdischen Maßnahmen der deutschen Regierung beklagt und ihr vorgeworfen, das deutsch-polnische Abkommen über Oberschlesien von 1922 zu brechen. Der Völkerbund wurde aufgefordert, die deutsche Regierung zum Ende ihres antisemitischen Vorgehens in Oberschlesien zu veranlassen und darauf zu drängen, dass Deutschland Wiedergutmachung leiste.

## Deutsche Reaktionen
Nachdem die Petition im Auswärtigen Amt bekannt geworden war, berief Minister Konstantin Freiherr von Neurath sofort eine Ministerbesprechung unter Anwesenheit Adolf Hitlers ein, um zu einem koordinierten Vorgehen aller Ministerien zu kommen. Vom Auswärtigen Amt nahmen daran der Minister und Vicco von Bülow-Schwante, Leiter des Sonderreferats Deutschland, teil. Sie befürchteten, dass eine „Judendebatte“ in Genf dem Ansehen Deutschlands im Ausland schaden würde. Sie setzten sich mit einem gemäßigten Kurs durch und Innenminister Wilhelm Frick versprach, vorläufig die antisemitische Gesetzgebung in Oberschlesien nicht umzusetzen. Gleichzeitig versuchte das Auswärtige Amt vergeblich, irgendwelches Material zu finden, das Franz Bernheim in ein schlechtes Licht setzen würde.

## Verhandlungen in Genf
Der Gesandte in Genf Friedrich von Keller wurde angewiesen, zu betonen, dass Deutschland internationale Verträge achte. Die Schuld für mögliche Verfehlungen schob er den örtlichen Behörden zu. Die deutsche Diplomatie konnte indes die Behandlung der Frage nicht verhindern. Der Rat des Völkerbundes diskutierte den Fall am 22., 26. und 30. Mai sowie am 6. Juni.
Am 30. Mai 1933 stellte der irische Gesandte Seán Lester in seinem Gutachten fest, dass die deutsche Politik tatsächlich das deutsch-polnische Abkommen über Oberschlesien verletze. Keller wies dies zurück. Die Mehrheit des Gremiums ging in ihrem Beschluss deutlich über die regional begrenzte Petition hinaus. Nicht nur das antisemitische Vorgehen in Oberschlesien wurde verurteilt, sondern das in ganz Deutschland. Der Völkerbundrat machte es Deutschland am 6. Juni zur Auflage, die Minderheitenrechte im deutsch-polnischen Vertrag zu achten und den Geschädigten in Oberschlesien Entschädigung zu zahlen.

## Folgen
Tatsächlich galten die antijüdischen Gesetze und Verordnungen in (West-)Oberschlesien nicht mehr. Dort bildete sich ein Gremium jüdischer Persönlichkeiten, um die Interessen von Juden gegenüber dem Völkerbund und Deutschland zu vertreten. Die Umsetzung des Völkerbundbeschlusses zog sich allerdings hin. Erst im August 1934 gelang es dem jüdischen Ausschuss in Verhandlungen mit der Regierung, die schon durchgeführten Diskriminierungsmaßnahmen rückgängig machen zu lassen sowie die Einführung neuer antisemitischer Gesetze zu verhindern. So wurden weder das Gesetz zur Wiederherstellung des Berufsbeamtentums noch die Nürnberger Gesetze in der Region umgesetzt. Selbst der Verkauf des antisemitischen Blattes Der Stürmer war untersagt.
Diese Phase endete, als am 15. Juni 1937 das deutsch-polnische Abkommen über Oberschlesien auslief.